# インドの銀行の一覧
インドの銀行の一覧

## 中央銀行
- インド準備銀行 (Reserve Bank of India)

## 国立銀行
- インドステイト銀行 (State Bank of India)
- インド銀行 (Bank of India)
- インディアン銀行 (Indian Bank)
- インド海外銀行 (Indian Overseas Bank)
- インド・セントラル銀行 (Central Bank of India)
- バローダ銀行 (Bank of Baroda)
- デナ銀行 (Dena Bank)
- カナラ銀行 (Canara Bank)
- マハラシュトラ銀行 (Bank of Maharashtra)
- パンジャブ国立銀行 (Punjab National Bank)
- パンジャブ・シンド銀行 (Punjab and Sind Bank)
- アンダラ銀行 (Andhra Bank)
- アラハバード銀行 (Allahabad Bank)
- ビジャヤ銀行 (Vijaya Bank)
- シンジケート銀行 (Syndicate Bank)
- UCO銀行 (UCO Bank)
- コーポレーション・バンク (Corporation Bank)
- 東洋商業銀行 (Oriental Bank of Commerce)
- ユニオンバンク・オブ・インディア (Union Bank of India)
- ユナイテッド・オブ・インディア (United Bank of India)
- インドール・ステイト銀行 (State Bank of Indore)
- ハイデラバード・ステイト銀行 (State Bank of Hyderabad)

## 民営銀行
- ICICI銀行 (ICICI Bank)
- HDFC銀行 (HDFC Bank)
- アクシス銀行 (Axis Bank) など

## 外資系銀行
- ABNアムロ銀行 (ABN AMRO Bank N.V.)
- アブダビ商業銀行 (Abu Dhabi Commercial Bank Ltd)
- アメリカン・エキスプレス銀行 (American Express Bank)
- アントワープ・ダイアモンド銀行 (Antwerp Diamond Bank)
- アラブ・バングラデシュ銀行 (Arab Bangladesh Bank)
- インドシア国際銀行 (Bank International Indonesia)
- バンク・オブ・アメリカ (Bank of America)
- バーレン・クウェート銀行 (Bank of Bahrain & Kuwait)
- セイロン銀行 (Bank of Ceylon)
- ノバスコシア銀行 (Bank of Nova Scotia)
- 三菱UFJ銀行 (MUFG Bank)
- バークレイズ銀行 (Barclays Bank)
- BNPパリバ (BNP Paribas)
- カリヨン銀行 (Calyon Bank)
- 中国信託銀行 (ChinaTrust Commercial Bank)
- シティバンク (Citibank)
- DBS銀行 (DBS Bank)
- ドイツ銀行 (Deutsche Bank)
- 香港上海銀行 (The Hongkong and Shanghai Banking Corporation(HSBC))
- JPモルガン・チェース (JPMorgan Chase)
- クルンタイ銀行 (Krung Thai Bank)
- マシュレク銀行 (Mashreq Bank)
- みずほコーポレート銀行 (Mizuho Corporate Bank)
- オマーン国際銀行 (Oman International Bank)
- 新韓銀行 (Shinhan Bank)
- ソシエテ・ジェネラル (Société Générale)
- ソナリ銀行 (Sonali Bank)
- スタンダード・チャータード銀行 (Standard Chartered Bank)
- モーリシャス・ステイト銀行 (State Bank of Mauritius)